# Пустошкин, Павел Васильевич
Па́вел Васи́льевич Пусто́шкин (1749—1828) — русский вице-адмирал, сподвижник Ф. Ф. Ушакова.

## Биография
Происходил из бедной дворянской семьи, родился в 1749 году в деревне Панихино Ново-Ладожского уезда Санкт-Петербургской губернии.
В 1760 году поступил в Морской кадетский корпус, в июле 1762 года был произведён в гардемарины и в этом же году совершил первое плавание от Кронштадта до Кольберга и обратно. В 1766 году он был произведён в мичманы и определён на службу в Балтийский флот, а в 1769 году был переведён в Таганрог.
В мае 1772 году получил чин лейтенанта и во время первой Турецкой войны был на разных судах ежегодно в крейсерстве на Чёрном море, причём в 1774 году командовал отдельной флотилией в Еникале. В 1775 году, по заключении Кючук-Кайнарджийского мира, Пустошкин, в качестве командира галиота «Буйвол» занимался описанием берегов Днепра и Южного Буга, затем был послан с поручением высшего начальства в Константинополь, а в следующем году был назначен командиром фрегата «Почтальон».
В мае 1777 г. произведённый в капитан-лейтенанты, Пустошкин в том же году сопровождал из Тамани в Еникале крымского хана Шагин-Гирея. В 1779 году командовал кораблём «Корон», а с 1780 по 1782 год находился в Балтийском флоте.
Получив 21 апреля 1783 года чин капитана 2-го ранга, Пустошкин в этом же году, в качестве флаг-капитана у вице-адмирала Ф. А. Клокачёва, на фрегате «Победа» был в плавании от Таганрога до Севастополя, после чего на боте «Битюг» делал промеры и опись берегов Днестровского лимана; затем командовал кораблем «Моджа». В 1784—1787 годах командовал Гниловской верфью в Таганроге. 1 января 1787 года Пустошкин был произведён в капитаны 1-го ранга, а вскоре за тем был назначен командиром Таганрогского порта.
В силу начавшейся новой войны с турками, на него была возложена обязанность построить в Таганроге два 40-пушечных фрегата и приготовить к походу 23 вооруженных судна. За успешное выполнение этого поручения он был награждён, 2 февраля 1789 года, орденом св. Владимира 4-й степени, а 14 апреля того же года, за отличие по службе, произведён в капитаны бригадирского ранга. В том же году, командуя отдельной эскадрой, Пустошкин крейсеровал около Крымского полуострова, а в следующем году — у устья Дуная. В следующем году он получил от князя Г. А. Потёмкина орден св. Владимира 3-й степени и 16 сентября был произведён в капитаны генерал-майорского ранга.
В следующем, 1791 году он командовал арьергардом эскадры, бывшей под начальством контр-адмирала Ф. Ф. Ушакова, и участвовал в сражении при Калиакрии. За выказанную им в этом сражении храбрость он 11 сентября 1792 года при особой Высочайшей грамоте был награждён орденом св. Георгия 3-го класса (№ 100 по кавалерскому списку Григоровича — Степанова)
Во уважение на усердную службу, храбрые и мужественные его подвиги во время знаменитой победы в конце последней кампании, одержанной под предводительством контр-адмирала и кавалера Ушакова над турецким флотом, который с великим поражением среди моря, загнав в самую близость столицы отоманской, при коем случае бригадир сей, командуя ариергардною эскадрою и первый спустясь на ближнюю дистанцию к неприятелю и подавая пример прочим безпрестанно поражал и теснил онаго с такою жестокостию, что на бывших против него неприятельских кораблях тотчас замечены были повреждения и неприятель принужден был бежать и от него укрываться.
В этом же году Пустошкин командовал Черноморским гребным флотом и флотилией черноморских казаков, а 22 сентября 1793 года был произведён в контр-адмиралы. В 1794 году командовал эскадрой на Севастопольском рейде, с 1795 года — Николаевским портом и состоял членом Черноморского адмиралтейского правления. С опалой Дерибаса 10 января 1797 Пустошкин был назначен Одесским градоначальником, в должности этой пробыв до конца года.
Снова выступить на военном поприще ему пришлось в русско-французскую войну. В октябре 1798 года контр-адмиралу Пустошкину было Высочайше повелено, приняв начальство над двумя вновь построенными линейными кораблями, идти с ними на соединение с флотом, под начальством адмирала Ушакова безуспешно блокировавшим Корфу. Уладив возникшее было недоразумение с новыми российскими союзниками, турками, Пустошкин, имя флаг на корабле «Св. Михаил», 30 декабря соединился с эскадрой союзного флота. 21 февраля 1799 года Корфу был взят, и Пустошкин, за участие в этом деле, был награждён орденом св. Анны 1-й степени, который был препровожден к нему при особом рескрипте, посланном через два месяца, при производстве его с 9 мая в вице-адмиралы.
По взятии Корфу Пустошкин был послан 1 мая 1799 года с отдельной эскадрой для блокады Анконы. Оставив несколько судов крейсировать в Венецианском заливе, Пустошкин с остальною частью эскадры прибыл 5 мая к Анконе. После подготовительных работ, взяв с бою укрепленные города Пезаро, Фано и Сенигалио, Пустошкин намеревался приступить к блокаде самой Анконы, как был отозван адмиралом Ушаковым к главной эскадре, вследствие ложного слуха об опасности, грозившей флоту союзников со стороны появившейся французско-испанской эскадры.
Вскоре по возвращении в Корфу Пустошкин, получивший за действия на Адриатическом море орден св. Иоанна Иерусалимского, был послан с двумя крейсерами в Генуэзский залив, где и крейсеровал до февраля 1800 года, причём его отряду пришлось принять участие в неудачном штурме союзниками города Генуи. В упомянутом месяце 1800 года он отправился в Неаполь и, соединясь там с эскадрой Ушакова, возвратился с ним в декабре того же года в Севастополь.
Затем, до 1807 года Пустошкин продолжал служить в Черноморском флоте; в этом году он, в силу расстроенного здоровья, принужден был оставить службу.
Умер Пустошкин в Лубнах 14 октября 1828 года.
Его брат, Андрей (?—1803), также служил в русском военно-морском флоте и в чине капитана 2-го ранга за отличие против шведов был пожалован в 1790 году орденом св. Георгия 4-й степени.

## Интересные факты
Пустошкин в 1792 году доставил Тмутараканский камень на крейсерском судне «Панагия Апотуменгано» в Николаев, о находке стало известно А. И. Мусину-Пушкину и Екатерине II. Камень стал общеизвестен и через него была открыта летописная Тмутаракань.